# Club Femenil Antirreeleccionista Hijas de Cuauhtémoc
Club Femenil Antirreeleccionista Hijas de Cuauhtémoc var en mexikansk kvinnoorganisation, grundad 1910.
Den var en del av oppositionen mot Porfirio Díaz och organiserade en marsch mot valfusk och krävde rösträtt och valbarhet för kvinnor. Den var Mexikos första kvinnoorganisation som krävde rösträtt för kvinnor. 